# Risako Oga
Risako Oga (大賀 理紗子 Oga Risako?, nacido el 4 de enero de 1997 en Tokio) es una futbolista japonesa que juega como defensa.
En 2019, Oga jugó para la selección femenina de fútbol de Japón.

## Trayectoria

### Clubes
| Club                              | País  | Año    |
| --------------------------------- | ----- | ------ |
| Nojima Stella Kanagawa Sagamihara | Japón | 2019 - |

### Selección nacional
| Selección | País  | Año    |
| --------- | ----- | ------ |
| Absoluta  | Japón | 2019 - |

## Estadística de carrera
| Selección de Japón | Selección de Japón | Selección de Japón |
| Año                | Part.              | Goles              |
| ------------------ | ------------------ | ------------------ |
| 2019               | 3                  | 0                  |
| Total              | 3                  | 0                  |